# Discografia de Katy Perry
A discografia de Katy Perry, uma cantora e compositora dos Estados Unidos, consiste em cinco álbuns de estúdio, um ao vivo, dois extended play (EP) e trinta e quatro singles (incluindo quatro como artista convidada), e cinco singles promocionais. Perry recebeu um certificado para 101 milhões de singles digitais e 6 milhões de álbuns vendidos nos Estados Unidos. Ela também é a quinta artista de singles digitais mais vendida nos EUA, de acordo com a Associação Americana da Indústria de Gravação a (RIAA). Ao longo de sua carreira, Perry vendeu mais de 18 milhões de álbuns e 125 milhões de singles em todo o mundo. Atualmente, ela detém o recorde de mais de 5 milhões de singles vendidos nos Estados Unidos, com seis de seus singles vendendo mais de 5 milhões (em ordem de data de lançamento: "Hot n Cold", "California Gurls", "Firework", "E.T.","Roar" e "Dark Horse"). Perry também detém o recorde de mais de 6 milhões de músicas vendidas, com três de suas músicas - "Firework", "Roar" e "Dark Horse" - vendendo mais de 6 milhões de cópias. Todos os três também receberam certificações de dimante da RIAA, fazendo dela a primeira artista a realizar tal feito.
Aos 16 anos, ela lançou um álbum gospel autointitulado pela gravadora Red Hill em março de 2001 sob seu nome real Katy Hudson, que vendeu um total de duzentas cópias e que não conseguiu figurar em nenhum mercado da música; mais tarde, a empresa veio a falir. Após ser contratada e despedida por companhias musicais e ter seus projetos cancelados, a artista assinou um contrato com a Capitol em 2007 e, como Katy Perry, lançou seu segundo álbum de estúdio, One of the Boys, em junho de 2008. Seus singles "I Kissed a Girl" e "Hot n Cold" alcançaram as paradas na Áustria, Canadá, Alemanha e Suíça e foram certificados pela RIAA como  platina quíntupla. O álbum alcançou o top 10 nas paradas os Estados Unidos, Áustria, Canadá, França, Alemanha e Suíça. Ao longo de 2009 e 2010, Perry participou de dois singles. O primeiro foi na música "Starstrukk", da banda 3OH!3, e o segundo foi uma colaboração com Timbaland em "If We Ever Meet Again", do seu álbum Shock Value II. Ambos os singles alcançaram o top 10 na Austrália e no Reino Unido, enquanto este último liderou as paradas na Nova Zelândia. Perry também se apresentou na MTV Unplugged e um álbum ao vivo da performance foi lançado em novembro de 2009.
O terceiro álbum de estúdio de Perry, Teenage Dream, foi lançado em agosto de 2010 e liderou as paradas nos Estados Unidos, Austrália, Áustria, Canadá, Nova Zelândia e Reino Unido. Os cinco primeiros singles do álbum; "California Gurls", "Teenage Dream", "Firework", "E.T." e "Last Friday Night (T.G.I.F.)"; chegaram ao topo da Billboard Hot 100, marcando o recorde de Katy Perry por ser a única mulher com um disco a ter tal número de canções em primeiro lugar nos Estados Unidos — o compatriota Michael Jackson atingira o mesmo desempenho com Bad, de 1987. O álbum foi relançado em março de 2012 como Teenage Dream: The Complete Confection. Seus singles "Part of Me" e "Wide Awake", alcançaram o número um no Canadá e na Nova Zelândia. Seu quarto álbum de estúdio, Prism, foi lançado em outubro de 2013. Prism se tornou um sucesso internacional, alcançando o número um na Austrália, Canadá, Nova Zelândia, Reino Unido e Estados Unidos. Seus singles "Roar" e "Dark Horse" lideraram as paradas nos Estados Unidos e no Canadá. No Reino Unido, "Roar" também se tornou sua segunda música depois de "Firework" a vender mais de um milhão de cópias. Posteriormente, ela lançou um hino para os Jogos Olímpicos de Verão de 2016, intitulado "Rise", que estreou no número um na Austrália. O quinto disco, intitulado Witness, foi lançado em junho de 2017. Ele liderou as paradas nos Estados Unidos e no Canadá. Naquele ano, ela também participou da música "Feels", de Calvin Harris, de seu álbum Funk Wav Bounces Vol. 1, juntamente com Big Sean e Pharrell Williams, que alcançaram o número um no Reino Unido. Em 2018, ela lançou o single de Natal "Cozy Little Christmas". Isto foi seguido pelo lançamento das colaborações "Con Calma (Remix)" (com Daddy Yankee e Snow) e "365" (com Zedd). Ela lançou os singles "Never Really Over", "Small Talk" e "Harleys in Hawaii" em 2019.

## Álbuns

### Álbuns de estúdio
| Katy Hudson                                           | - Lançamento: 6 de março de 2001 - Gravadora(s): Red Hill - Formato(s): CD, cassete                                     | — | — | —  | — | —  | —  | —  | —  | — | — | — | — | - : ~200                                                             | |
| One of the Boys                                       | - Lançamento: 17 de junho de 2008 - Gravadora(s): Capitol - Formato(s): Vinil, CD, download digital                     | 9 | 5 | 1  | 1 | 3  | 3  | 9  | 5  | — | 5 | 2 | 5 | - : 16.500.000 - : 1,950,000 - : 200,000 - : 700,261                 | - EUA: Platina - ALE: 3× Ouro - AUS: 2× Platina - CAN: 3× Platina - FRA: 2× Platina - NZ: Ouro - RU: 2× Platina - SUI: Ouro                                                 |
| Teenage Dream                                         | - Lançamento: 24 de agosto de 2010 - Gravadora(s): Capitol - Formato(s): Vinil, CD, download digital                    | 1 | 1 | 1  | 1 | 1  | 2  | 1  | 1  | 1 | 2 | 1 | 1 | - : 29,000,000 - : 13,500,000 - : 376,000 - : 200,000 - : 1,308,384  | - EUA: 8× Platina - ALE: Platina - AUS: 4× Platina - CAN: 4× Platina - FRA: 2× Platina - JAP: Ouro - MEX: Platina - NZ: 3× Platina - RU: 4× Platina - SUI: Ouro             |
| Prism                                                 | - Lançamento: 18 de outubro de 2013 - Gravadora(s): Capitol - Formato(s): Vinil, CD, download digital                   | 1 | 1 | 1  | 1 | 1  | 1  | 2  | 1  | 1 | 1 | 1 | 1 | - : 16,500,000 - : 2,000,000 - : 40,000 - : 160,000 - : 440,272      | - EUA: 5× Platina - ALE: Ouro - AUS: 5× Platina - AUT: 3× Platina - CAN: 3× Platina - FRA: Platina - ITA: Ouro - MEX: 3× Platina - NZ: 2× Platina - RU: Platina - SUI: Ouro |
| Witness                                               | - Lançamento: 9 de junho de 2017 - Gravadora(s): Capitol - Formato(s): Vinil, CD, download digital                      | 1 | 6 | 11 | 1 | 10 | 15 | 2  | 12 | — | 6 | 3 | 6 | - : 2,000,000 - : 420,000 - 10,500 - : 23,000 - : 30,000+ - : 60,000 | - AUS: Ouro - AUT: Ouro - CAN: Platina - FRA: Ouro - RU: Prata |
| Smile                                                 | - Lançamento: 28 de agosto de 2020 - Gravadora(s): Capitol - Formato(s): CD, download digital, streaming, vinil, casset | 5 | 2 | 8  | 5 | 17 | 14 | 10 | 4  | — | — | 8 | 5 | - : 2.350,000 - : 100,000 - : 1,863 - : 1,000 - : 1,000+ - : 20,000  | |
| "—" indica uma obra que não entrou na tabela musical. | |   |   |    |   |    |    |    |    |   |   |   |   |                                                                      | |

### Relançamentos
| Título                                 | Detalhes do álbum                                                                             | Melhores posições atingidas | Melhores posições atingidas | Melhores posições atingidas | Melhores posições atingidas | Melhores posições atingidas | Melhores posições atingidas | Melhores posições atingidas | Melhores posições atingidas | Melhores posições atingidas | Melhores posições atingidas | Vendas        |
| Título                                 | Detalhes do álbum                                                                             | EUA                         | AUS                         | BEL (FL)                    | BEL (WA)                    | FIN                         | FRA                         | HOL                         | NZ                          | SUE                         | UK                          | Vendas        |
| -------------------------------------- | --------------------------------------------------------------------------------------------- | --------------------------- | --------------------------- | --------------------------- | --------------------------- | --------------------------- | --------------------------- | --------------------------- | --------------------------- | --------------------------- | --------------------------- | ------------- |
| Teenage Dream: The Complete Confection | - Lançamento: 23 de março de 2012 - Gravadora(s): Capitol - Formato(s): CD e download digital | 7                           | 5                           | 14                          | 29                          | 18                          | 4                           | 44                          | 2                           | 47                          | 6                           | - : 1,000,000 |

### Álbuns ao vivo
| Título        | Detalhes do álbum                                                                                     | Melhores posições atingidas | Melhores posições atingidas | Melhores posições atingidas | Vendas      |
| Título        | Detalhes do álbum                                                                                     | EUA                         | FRA                         | SUI                         | Vendas      |
| ------------- | --- | --------------------------- | --------------------------- | --------------------------- | ----------- |
| MTV Unplugged | - Lançamento: 17 de novembro de 2009 - Gravadora(s): Capitol - Formato(s): DVD, CD e download digital | 168                         | 192                         | 82                          | - : 162,000 |

## Extended plays
| Título                            | Detalhes                                                                                         |
| --------------------------------- | ------------------------------------------------------------------------------------------------ |
| Ur So Gay                         | - Lançamento: 20 de novembro de 2007 - Gravadora(s): Capitol - Formato(s): CD e download digital |
| The Hello Katy Australian Tour EP | - Lançamento: 7 de agosto de 2009 - Gravadora(s): Capitol - Formato(s): CD e download digital    |

## Singles

### Como artista principal
| "I Kissed a Girl"                                                                  | 2008 | 1  | 1  | 1  | 1    | 5   | 1  | 1  | 1  | 1  | 1  | - : 15,665,000 - : 9,900,000 - : 830,000 - : 280,000 - : 1,010,000         | - EUA: 6× Platina - ALE: 3× Ouro - AUS: 3× Platina - AUT: Platina - BRA: Platina - CAN: 7× Platina - FRA: Ouro - ITA: Ouro - NZ: Platina - UK: Platina - SUI: Platina       | One of the Boys                        |
| "Hot n Cold"                                                                       | 2008 | 3  | 4  | 1  | 1    | 10  | 1  | 2  | 5  | 1  | 4  | - : 16,205,000 - : 10,000,000 - : 700,000 - : 250,000 - : 955,000          | - EUA: 8× Platina - ALE: 3× Ouro - AUS: 5× Platina - AUT: Platina - BRA: Platina - CAN: 6× Platina - ITA: Ouro - NZ: Platina - UK: Platina - SUI: Platina                   | One of the Boys                        |
| "Thinking of You"                                                                  | 2009 | 29 | 34 | 18 | 24   | 11  | 19 | 14 | —  | 45 | 27 | - : 3,670,000 - : 2,100,000                                                | - EUA: Platina - BRA: Platina - CAN: Platina - UK: Prata | One of the Boys                        |
| "Waking Up in Vegas"                                                               | 2009 | 9  | 11 | 26 | 2    | —   | 33 | —  | 9  | 69 | 19 | - : 4,605,000 - : 2,900,000                                                | - EUA: 2× Platina - AUS: Ouro - BRA: Platina - CAN: Platina - UK: Prata - NZ: Ouro                                                                                          | One of the Boys                        |
| "California Gurls" (com participação de Snoop Dogg)                                | 2010 | 1  | 1  | 3  | 1    | 5   | 3  | 3  | 1  | 4  | 1  | - : 16,290,000 - : 9,900,000 - : 210,000 - : 1,080,000                     | - EUA: 8× Platina - ALE: Platina - AUS: 6× Platina - AUT: Platina - BR : 2× Platina - CAN: 4× Platina - ITA: Platina - JAP: Ouro - NZ: Platina - UK: Platina - SUI: Platina | Teenage Dream                          |
| "Teenage Dream"                                                                    | 2010 | 1  | 2  | 2  | 2    | 75  | 6  | 9  | 1  | 8  | 2  | - : 15,775,000 - : 9,150,000 - : 95,000                                    | - EUA: 7× Platina - ALE: Ouro - AUS: 6× Platina - AUT: Ouro - CAN: 4× Platina - ITA: Ouro - NZ: Platina - UK: Platina                                                       | Teenage Dream                          |
| "Firework"                                                                         | 2010 | 1  | 3  | 3  | 1    | 7   | 4  | 4  | 1  | 3  | 3  | - : 25,560,000 - : 13,400,000 - : 340,000 - : 1,525,000                    | - EUA: Diamante - ALE: Platina - AUS: 9× Platina - AUT: Ouro - BR: Diamante - CAN: 6× Platina - ITA: 2× Platina - NZ: 2× Platina - UK: 2× Platina - SUI: Ouro               | Teenage Dream                          |
| "E.T." (com participação de Kanye West)                                            | 2011 | 1  | 5  | 7  | 1    | 10  | 9  | 9  | 1  | 14 | 3  | - : 16,045,000 - : 10,400,000 - : 145,000                                  | - EUA: 8× Platina - ALE: Ouro - AUS: 3× Platina - AUT: Ouro - BR: Diamante - CAN: 4× Platina - ITA: Platina - NZ: Platina - UK: Platina                                     | Teenage Dream                          |
| "Last Friday Night (T.G.I.F.)"                                                     | 2011 | 1  | 5  | 7  | 1    | 22  | 15 | 9  | 4  | 20 | 9  | - : 14,425,000 - : 8,950,000                                               | - EUA: 6× Platina - ALE: Ouro - AUS: 3× Platina - BR: 3× Platina - CAN: 4× Platina - ITA: Platina - NZ: Platina - UK: Ouro - SUI: Ouro                                      | Teenage Dream                          |
| "The One That Got Away"                                                            | 2011 | 3  | 27 | 19 | 2    | 30  | 34 | 39 | 12 | 33 | 18 | - : 12,270,000 - : 6,800,000 - : 325,000                                   | - EUA: 4× Platina - AUS: 2× Platina - BR: 3× Platina - CAN: 2× Platina - ITA: Ouro - NZ: Ouro - UK: Platina                                                                 | Teenage Dream                          |
| "Part of Me"                                                                       | 2012 | 1  | 5  | 18 | 1    | 13  | 20 | 14 | 1  | 33 | 1  | - : 5,900,000 - : 79,079                                                   | - EUA: 4× Platina - AUS: 3× Platina - BR: Diamante - CAN: 3× Platina - ITA: Ouro - NZ: Platina - UK: Ouro                                                                   | Teenage Dream: The Complete Confection |
| "Wide Awake"                                                                       | 2012 | 2  | 4  | 28 | 1    | 33  | 39 | 11 | 1  | 21 | 9  | - : 6,700,000 - : 325,000                                                  | - EUA: 5× Platina - AUS: 6× Platina - BR: Diamante - CAN: 3× Platina - ITA: Platina - NZ: Platina - UK: Ouro                                                                | Teenage Dream: The Complete Confection |
| "Hummingbird Heartbeat"                                                            | 2012 | —  | —  | —  | —8bn | —   | —  | —  | —  | —  | —  |                                                                            | | Teenage Dream                          |
| "Roar"                                                                             | 2013 | 1  | 1  | 1  | 1    | 5   | 2  | 4  | 1  | 1  | 3  | - : 32,610,000 - : 14,500,000 - : 1,090,000 - : 250,000 - : 1,830,000      | - EUA: Diamante - ALE: 3× Ouro - AUS: 11× Platina - AUT: Platina - BR: 5× Diamante - CAN: 9× Platina - ITA: 2× Platina - NZ: 4× Platina - UK: 2× Platina                    | Prism                                  |
| "Unconditionally"                                                                  | 2013 | 14 | 11 | 16 | 13   | 38  | 22 | 6  | 26 | 27 | 25 | - : 3,875,000                                                              | - EUA: 2× Platina - ALE: Ouro - AUS: Ouro - BR: Diamante - CAN: Platina - ITA: Platina - UK: Prata                                                                          | Prism                                  |
| "Dark Horse" (com participação de Juicy J)                                         | 2014 | 1  | —  | 2  | 1    | 6   | 6  | 5  | 2  | 4  | 4  | - : 28,200,000 - : 15,600,000 - : 391,000 - : 75,000 - : 591,000           | - EUA: Diamante - ALE: 3× Ouro - CAN: 7× Platina - ITA: 3× Platina - NZ: Platina - UK: Platina                                                                              | Prism                                  |
| "Birthday"                                                                         | 2014 | 17 | 25 | 51 | 7    | 57  | 69 | 49 | 17 | —  | 22 | - : 1,000,000+                                                             | - EUA: Platina - AUS: Platina - CAN: Platina - ITA: Ouro - UK: Prata | Prism                                  |
| "This Is How We Do"                                                                | 2014 | 24 | 18 | 14 | 9    | 41  | 34 | 41 | 13 | 41 | 33 | - : 3,500,000                                                              | - EUA: Platina - AUS: Platina - BR: Diamante - CAN: Platina - ITA: Ouro - UK: Prata                                                                                         | Prism                                  |
| "Rise"                                                                             | 2016 | 11 | 1  | 23 | 13   | 3   | 39 | 51 | 26 | 15 | 25 | - : 2,000,000 - : 22,497                                                   | - EUA: Platina - AUS: Ouro - ITA: Ouro - BR: Platina | Não adicionado à nenhum álbum          |
| "Chained to the Rhythm" (com participação de Skip Marley)                          | 2017 | 4  | 4  | 7  | 3    | 3   | 6  | 10 | 8  | 6  | 5  | - : 700,000 - : 3,500,000 - : 114,799 - : 41,100 - : 88,669                | - EUA: Platina - ALE: Ouro - AUS: Platina - BR: Diamante - CAN: Platina - FRA: Platina - ITA: 2× Platina - NZ: Ouro - UK: Ouro                                              | Witness                                |
| "Bon Appétit" (com participação de Migos)                                          | 2017 | 59 | 35 | 64 | 14   | 9   | 47 | 48 | —  | 36 | 37 | - EUA: Ouro - AUS: Ouro - CAN: Ouro - FRA: Ouro - ITA: Platina - UK: Prata | BR: Diamante | Witness                                |
| "Swish Swish" (com participação de Nicki Minaj)                                    | 2017 | 46 | 22 | 69 | 13   | 24  | 76 | 73 | —  | 46 | 19 | - : 7,170,000 - : 2,110,000 - : 190,000 - : 150,000 - : 585,000            | - EUA: Platina - AUT: Platina - CAN: Platina - FRA: Ouro - ITA: Ouro - UK: Ouro - BR: Diamante                                                                              | Witness                                |
| "Save as Draft"                                                                    | 2017 | —  | —  | —  | —    | —   | —  | —  | —  | —  | —  |                                                                            | | Witness                                |
| "Hey Hey Hey"                                                                      | 2018 | —  | —  | —  | —    | —   | —  | —  | —  | —  | —  |                                                                            | BR: Ouro | Witness                                |
| "Cozy Little Christmas"                                                            | 2018 | 53 | —  | —  | —    | —   | 88 | —  | —  | —  | 22 |                                                                            | EUA: Platina | Não adicionado à nenhum álbum          |
| "365" (com Zedd)                                                                   | 2019 | 86 | 38 | 70 | 52   | 129 | 72 | 68 | —  | 59 | 37 | - CAN: Ouro                                                                | | Não adicionado à nenhum álbum          |
| "Con Calma (Remix)" (com Daddy Yankee e com participação de Snow)                  | 2019 | 22 | —  | —  | 6    | —   | —  | —  | —  | —  | 66 |                                                                            | - EUA: 15× Platina (Latina) - UK: Prata | Não adicionado à nenhum álbum          |
| "Never Really Over"                                                                | 2019 | 15 | 7  | 29 | 7    | 102 | 47 | 32 | 14 | 21 | 12 | - : 5,460,000 - : 2,350,000 - : 190,000 - : 85,000 - : 450,000             | - EUA: Ouro - AUS: Platina - UK: Ouro - ITA: Ouro - CAN: Ouro - BR: Diamante                                                                                                | Smile                                  |
| "Small Talk"                                                                       | 2019 | 81 | 33 | —  | 56   | —   | —  | —  | —  | 91 | 43 | - : 1,550,000 - : 600,000 - : 45,000 - : 8,000 - : 115,000                 | - AUS: Ouro - BR: Platina | Smile                                  |
| "Harleys in Hawaii"                                                                | 2019 | —  | 36 | —  | 71   | —   | —  | —  | —  | 72 | 45 | - : 1,050,000 - : 290,000 - : 39,000 - : 7,000 - : 75,000                  | BR: Diamante | Smile                                  |
| "Never Worn White"                                                                 | 2020 | —  | —  | 79 | 95   | —   | —  | —  | —  | —  | 97 | - : 410,000 - : 155,000 - : 15,000 - : 1,000 - : 25,000                    | BR: Ouro | Smile                                  |
| "Daisies"                                                                          | 2020 | 40 | 37 | 64 | 37   | —   | —  | 70 | —  | 57 | 37 | - : 3,500,000 - : 1,250,000 - : 50,000 - : 10,000 - : 65,000               | BR: 2× Platina | Smile                                  |
| "Smile"                                                                            | 2020 | —  |    | —  | —    | —   | —  | —  | —  | —  | 73 | - : 450,000 - : 200,000 - : 25,000 - : 3,000 - : 45,000                    | BR: Platina | Smile                                  |
| "Not the End Of the World"                                                         |      |    |    |    |      |     |    |    |    |    |    | BR: 20,000                                                                 | BR: Ouro |                                        |
| "When I'm Gon" (Com Alesso)                                                        |      |    |    |    |      |     |    |    |    |    |    |                                                                            | |                                        |
| "—" denota itens que não entraram nas tabelas ou não foram lançados no território. |      |    |    |    |      |     |    |    |    |    |    |                                                                            | |                                        |

### Como artista convidada
| Canção                                                                               | Ano  | Melhores posições | Melhores posições | Melhores posições | Melhores posições | Melhores posições | Melhores posições | Melhores posições | Melhores posições | Melhores posições | Melhores posições | Vendas                                      | Certificações                                          | Álbum                   |
| Canção                                                                               | Ano  | EUA               | AUS               | AUT               | BEL (FL)          | BEL (WA)          | CAN               | DIN               | NZL               | SUE               | UK                | Vendas                                      | Certificações                                          | Álbum                   |
| ------------------------------------------------------------------------------------ | ---- | ----------------- | ----------------- | ----------------- | ----------------- | ----------------- | ----------------- | ----------------- | ----------------- | ----------------- | ----------------- | ------------------------------------------- | ------------------------------------------------------ | ----------------------- |
| "Starstrukk" (3OH!3 com participação de Katy Perry)                                  | 2009 | 66                | 4                 | 48                | 21                | 2                 | 31                | 39                | 16                | 55                | 3                 | - US : 3,450,000 - UK: 580,000              | - EUA: Platina - AUS: 2× Platina - NZ: Ouro - UK: Ouro | Want                    |
| "If We Ever Meet Again" (Timbaland com participação de Katy Perry)                   | 2010 | 37                | 9                 | 10                | —                 | —                 | 4                 | —                 | 1                 | —                 | 3                 | - FRA: 85,000 - UK: 434,000 - US: 3,650,000 | - AUS: Platina - NZ: Platina - RU: Ouro - SUI: Ouro    | Shock Value II          |
| "Who You Love" (John Mayer com participação de Katy Perry)                           | 2013 | 48                | 83                | —                 | —                 | —                 | 70                | —                 | —                 | —                 | —                 | US: 1,100,000                               |                                                        | Paradise Valley         |
| "Feels" (Calvin Harris com participação de Pharrell Williams, Katy Perry e Big Sean) | 2017 | 20                | 3                 | 5                 | 3                 | 1                 | 5                 | 4                 | 3                 | 18                | 1                 | - US: 4,000,000 - FRA: 41,000               | - EUA: Platina - AUS: Ouro - UK: Prata - BR: Diamante  | Funk Wav Bounces Vol. 1 |

### Singlespromocionais
| "Ur So Gay"                                                                        | 2007 | —  | —  | —  | —  | —  | —  | —  | —  | —  | —   | US: 1,000,000                | - EUA: Ouro        | One Of The Boys               |
| "Not Like the Movies"                                                              | 2010 | 53 | —  | —  | —  | 41 | —  | —  | —  | —  | —   | US: 1,100,000                | - EUA: Ouro        | Teenage Dream                 |
| "Circle the Drain"                                                                 | 2010 | 58 | —  | —  | —  | 30 | —  | —  | —  | 36 | —   | US: 850,000                  |                    | Teenage Dream                 |
| "Peacock"                                                                          | 2012 | —  | —  | —  | —  | 56 | —  | —  | —  | —  | 125 | - US: 1,400,000 - BR: 20,000 | EUA: Ouro BR: Ouro | Teenage Dream                 |
| "Walking on Air"                                                                   | 2013 | 34 | 35 | 44 | 30 | 12 | 35 | 25 | 20 | 12 | 80  | - US: 1,100,000              |                    | Prism                         |
| "Every Day Is a Holiday"                                                           | 2015 | —  | —  | —  | —  | —  | —  | —  | —  | —  | —   |                              |                    | Não adicionado à nenhum álbum |
| "—" denota itens que não entraram nas tabelas ou não foram lançados no território. |      |    |    |    |    |    |    |    |    |    |     |                              |                    |                               |

### Outras canções
| Canção                                                                             | Ano  | Melhores posições nas tabelas | Melhores posições nas tabelas | Melhores posições nas tabelas | Melhores posições nas tabelas | Melhores posições nas tabelas | Melhores posições nas tabelas | Melhores posições nas tabelas | Melhores posições nas tabelas | Vendas       | Certificações              | Álbum                                  |
| Canção                                                                             | Ano  | US Bub.                       | AUS                           | FRA                           | COR                           | NLD                           | NZ                            | RUS                           | UK                            | Vendas       | Certificações              | Álbum                                  |
| ---------------------------------------------------------------------------------- | ---- | ----------------------------- | ----------------------------- | ----------------------------- | ----------------------------- | ----------------------------- | ----------------------------- | ----------------------------- | ----------------------------- | ------------ | -------------------------- | -------------------------------------- |
| "One of the Boys"                                                                  | 2008 | —                             | 40                            | —                             | —                             | —                             | —                             | —                             | —                             |              | - AUS: Ouro - BRA: Platina | One of the Boys                        |
| "If You Can Afford Me"                                                             | 2008 | —                             | —                             | —                             | —                             | —                             | 28                            | -                             | —                             |              |                            | One of the Boys                        |
| "Dressin' Up"                                                                      | 2012 | —                             | —                             | —                             | —                             | —                             | —                             | —                             | 109                           |              |                            | Teenage Dream: The Complete Confection |
| "Tommie Sunshine's Megasix Smash-Up"                                               | 2012 | —                             | —                             | —                             | —                             | —                             | —                             | —                             | 183                           |              |                            | Teenage Dream: The Complete Confection |
| "Legendary Lovers"                                                                 | 2013 | —                             | —                             | —                             | 69                            | 33                            | —                             | —                             | —                             | - COR: 2,330 |                            | Prism                                  |
| "International Smile"                                                              | 2013 | —                             | —                             | —                             | 76                            | —                             | —                             | —                             | —                             | - COR: 2,112 |                            | Prism                                  |
| "Ghost"                                                                            | 2013 | —                             | —                             | —                             | 100                           | —                             | —                             | —                             | —                             | - COR: 1,916 |                            | Prism                                  |
| "Love Me"                                                                          | 2013 | —                             | —                             | —                             | 86                            | —                             | —                             | —                             | —                             | - COR: 2,007 |                            | Prism                                  |
| "This Moment"                                                                      | 2013 | —                             | —                             | —                             | 82                            | —                             | —                             | —                             | —                             | - COR: 2,044 |                            | Prism                                  |
| "Double Rainbow"                                                                   | 2013 | —                             | —                             | —                             | 111                           | —                             | —                             | —                             | —                             | - COR: 1,838 |                            | Prism                                  |
| "By the Grace of God"                                                              | 2013 | 10                            | —                             | —                             | 77                            | —                             | —                             | —                             | 179                           | - COR: 2,104 |                            | Prism                                  |
| "Spiritual"                                                                        | 2013 | —                             | —                             | —                             | 127                           | —                             | —                             | —                             | —                             | - COR: 1,655 |                            | Prism                                  |
| "It Takes Two"                                                                     | 2013 | —                             | —                             | —                             | 114                           | —                             | —                             | —                             | 180                           | - COR: 1,809 |                            | Prism                                  |
| "Choose Your Battles"                                                              | 2013 | —                             | —                             | —                             | 136                           | —                             | —                             | —                             | —                             | - COR: 1,587 |                            | Prism                                  |
| "Witness"                                                                          | 2017 | —                             | —                             | 165                           | —                             | —                             | —                             | —                             | —                             |              |                            | Witness                                |
| "Roulette"                                                                         | —    | —                             | —                             | —                             | —                             | —                             | 18                            | —                             |                               |              |                            | Witness                                |
| "—" denota itens que não entraram nas tabelas ou não foram lançados no território. |      |                               |                               |                               |                               |                               |                               |                               |                               |              |                            |                                        |

### Outras aparições
| Canção                               | Ano  | Outro(s) artista(s) | Álbum                                       |
| ------------------------------------ | ---- | ------------------- | ------------------------------------------- |
| "Simple"                             | 2005 | Nenhum              | The Sisterhood of the Traveling Pants       |
| "White Christmas"                    | 2008 | Nenhum              | Winter Songs                                |
| "Daisy Bell (Bicycle Built for Two)" | 2014 | Nenhum              | The Gay Nineties Old Tyme Music: Daisy Bell |
| "Legends Never Die"                  | 2014 | Ferras              | Ferras                                      |
| "Waving Through a Window"            | 2018 | Nenhum              | Dear Evan Hansen                            |

## Créditos de composição
| Título                | Ano  | Artista                    | Álbum                                    | Notas                                    |
| --------------------- | ---- | -------------------------- | ---------------------------------------- | ---------------------------------------- |
| "Old Habits Die Hard" | 2004 | Mick Jagger                | Alfie                                    | Vocalista não-creditada                  |
| "Goodbye for Now"     | 2005 | P.O.D.                     | Testify                                  | Vocalista não-creditada                  |
| "Breakout"            | 2008 | Miley Cyrus                | Breakout                                 | Vocalista não-creditada                  |
| "The Driveway"        | 2008 | Miley Cyrus                | Breakout                                 | Vocalista não-creditada                  |
| "Slow Goodbye"        | 2008 | Lesley Roy                 | Unbeautiful                              | Co-compositora                           |
| "You Miss Me"         | 2009 | The Matrix                 | The Matrix                               | Co-compositora e vocalista não-creditada |
| "Broken"              | 2009 | The Matrix                 | The Matrix                               | Vocalista não-creditada                  |
| "Damn"                | 2009 | The Matrix                 | The Matrix                               | Co-compositora e vocalista não-creditada |
| "Take a Walk"         | 2009 | The Matrix                 | The Matrix                               | Vocalista não-creditada                  |
| "Just a Song"         | 2009 | The Matrix                 | The Matrix                               | Co-compositora e vocalista não-creditada |
| "Would You Care"      | 2009 | The Matrix                 | The Matrix                               | Vocalista não-creditada                  |
| "Seen That Done That" | 2009 | The Matrix                 | The Matrix                               | Vocalista não-creditada                  |
| "Stay with Me"        | 2009 | The Matrix                 | The Matrix                               | Vocalista não-creditada                  |
| "I Do Not Hook Up"    | 2009 | Kelly Clarkson             | All I Ever Wanted                        | Co-compositora                           |
| "Long Shot"           | 2009 | Kelly Clarkson             | All I Ever Wanted                        | Co-compositora                           |
| "Time's Up"           | 2009 | Ashley Tisdale             | Guilty Pleasure                          | Co-compositora                           |
| "Bullet"              | 2009 | Jessie James               | Jessie James                             | Co-compositora                           |
| "Girl Next Door"      | 2009 | Jessie James               | Jessie James                             | Co-compositora                           |
| "Old Piano"           | 2010 | Truth & Salvage Co.        | Truth & Salvage Co.                      | Co-compositora                           |
| "Rock God"            | 2010 | Selena Gomez & the Scene   | A Year Without Rain                      | Co-compositora                           |
| "That's More Like It" | 2011 | Selena Gomez & the Scene   | When the Sun Goes Down                   | Co-compositora                           |
| "Ooh La La"           | 2013 | Britney Spears             | The Smurfs 2: Music from and Inspired By | Vocalista não-creditada                  |
| "Passenger"           | 2013 | Britney Spears             | Britney Jean                             | Co-compositora                           |
| "Black Widow"         | 2014 | Iggy Azalea, Rita Ora      | The New Classic                          | Co-compositora                           |
| "Get On Your Knees"   | 2014 | Nicki Minaj, Ariana Grande | The Pinkprint                            | Co-compositora                           |
| "Earth"               | 2019 | Lil Dicky                  | Non-album single                         | Vocalista não-creditada                  |

## Vídeos musicais
| Ano  | Obra                                                               | Diretor(es)                                          |
| ---- | ------------------------------------------------------------------ | ---------------------------------------------------- |
| 2007 | "Ur So Gay"                                                        | Walter May                                           |
| 2008 | "I Kissed a Girl                                                   | Kinga Burza                                          |
| 2008 | "Hot n Cold"                                                       | Alan Ferguson                                        |
| 2009 | "Thinking of You"                                                  | Melina                                               |
| 2009 | "Waking Up in Vegas"                                               | Joseph Kahn                                          |
| 2009 | "Starstrukk" (3OH!3 com participação de Katy Perry)                | Marc Klasfeld Steve Jocz                             |
| 2010 | "If We Ever Meet Again" (Timbaland com participação de Katy Perry) | Paul “Coy” Allen                                     |
| 2010 | "California Gurls" (com participação de Snoop Dogg)                | Mathew Cullen                                        |
| 2010 | "Teenage Dream"                                                    | Yoann Lemoine                                        |
| 2010 | "Firework"                                                         | Dave Meyers                                          |
| 2011 | "E.T." (com participação de Kanye West)                            | Floria Sigismondi                                    |
| 2011 | "Last Friday Night (T.G.I.F.)"                                     | Danny Lockwood Marc Klasfeld                         |
| 2011 | "The One That Got Away"                                            | Floria Sigismondi                                    |
| 2012 | "Part of Me"                                                       | Ben Mor                                              |
| 2012 | "Wide Awake"                                                       | Tony "Truand" Datis                                  |
| 2013 | "Roar"                                                             | Grady Hall Mark Kudsi                                |
| 2013 | "Unconditionally"                                                  | Brent Bonacorso                                      |
| 2014 | "Dark Horse"                                                       | Mathew Cullen                                        |
| 2014 | "Birthday"                                                         | Mark Klasfeld e Danny Lockwood                       |
| 2014 | "This Is How We Do"                                                | Joel Kefali                                          |
| 2016 | "Rise"                                                             | Joseph Lee                                           |
| 2017 | "Chained to the Rhythm" (com participação de Skip Marley)          | Mathew Cullen                                        |
| 2017 | "Bon Appétit" (com participação de Migos)                          | Dent De Cuir                                         |
| 2017 | "Swish Swish" (com participação de Nicki Minaj)                    | Dave Meyers                                          |
| 2017 | "Hey Hey Hey"                                                      | Isaac Rentz                                          |
| 2019 | "365" (com participação de Zedd)                                   | Warren Fu                                            |
| 2019 | "Never Really Over"                                                | Philippa Price                                       |
| 2019 | "Small Talk"                                                       | Tanu Muino                                           |
| 2019 | "Harleys In Hawaii"                                                | Manson (Pau Lopez, Gerardo del Hierro, e Tomas Pena) |
| 2019 | "Cozy Little Christmas"                                            | Watts                                                |
| 2020 | "Never Worn White"                                                 | J.A.C.K                                              |
| 2020 | "Daisies"                                                          | Liza Voloshin                                        |
| 2020 | "Smile"                                                            | Mathew Cullen                                        |